# Le Change
Le Change est une ancienne commune française située dans le département de la Dordogne, en région Nouvelle-Aquitaine.
Au 1er janvier 2017, elle fusionne avec Bassillac, Blis-et-Born, Eyliac, Milhac-d'Auberoche et Saint-Antoine-d'Auberoche pour former la commune nouvelle de Bassillac et Auberoche.

## Géographie

### Généralités

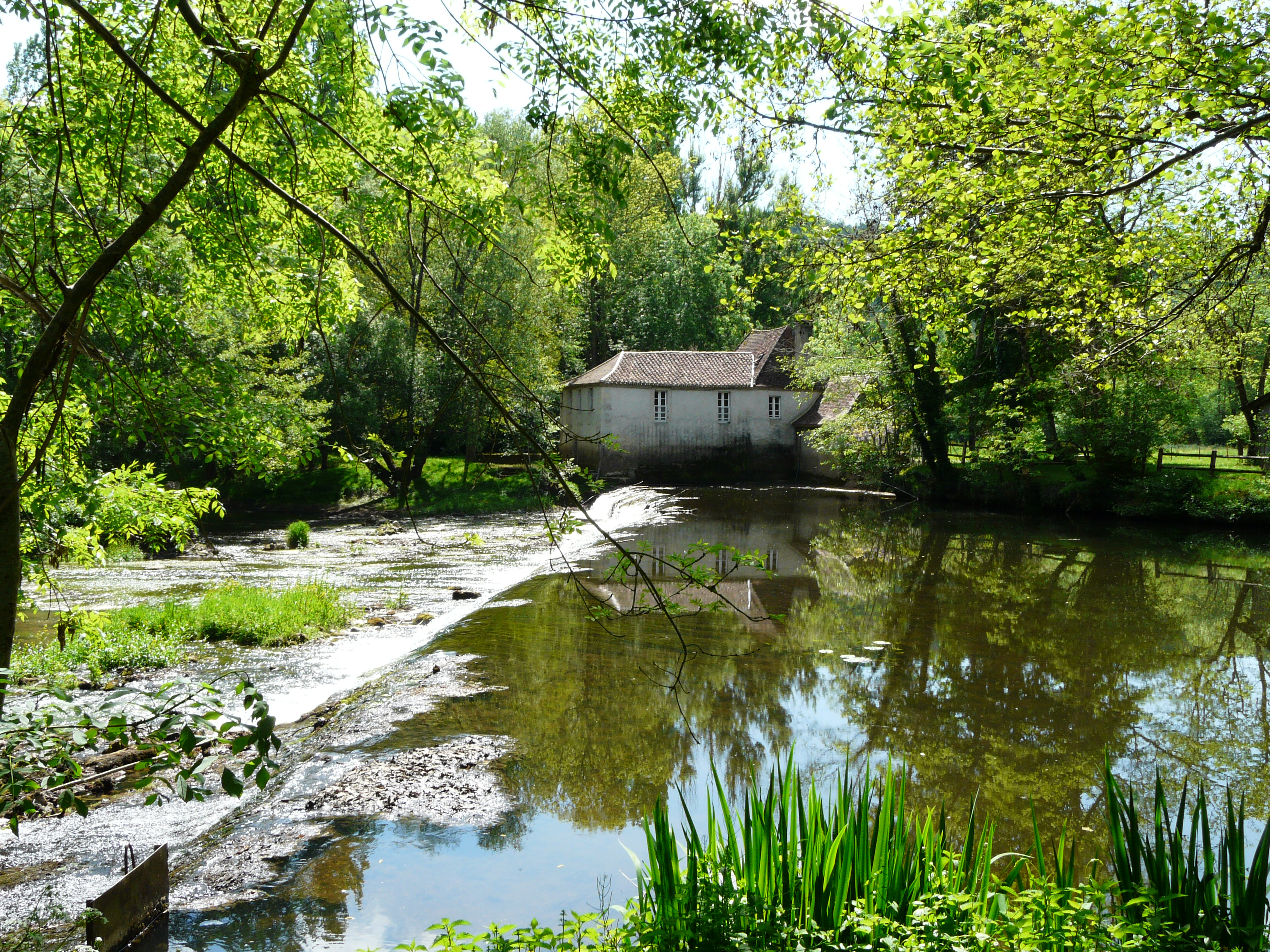
L'Auvézère au moulin de Redrol.

Incluse dans l'aire d'attraction de Périgueux, la commune déléguée du Change fait partie de la commune nouvelle de Bassillac et Auberoche. Elle est située en Périgord central, dans le département de la Dordogne. Son territoire est traversé d'est au sud-ouest par l'un des principaux affluents de l'Isle, l'Auvézère qui y déploie plusieurs méandres.
L'altitude minimale, 92 mètres, se trouve près du lieu-dit la Roquette, là où l'Auvézère quitte la commune pour servir de limite entre celles de Bassillac et d'Eyliac. L'altitude maximale avec 228 mètres est localisée au sud, au "lac Ouyaud", en limite de la commune de Blis-et-Born.
Enserré dans un méandre de l'Auvézère, le bourg du Change, à l'intersection des routes départementales 5 et 5E7, se situe en distances orthodromiques quatorze kilomètres à l'est de Périgueux et quinze kilomètres à l'ouest-nord-ouest de Thenon.
La commune est également desservie par les routes départementales 45E au sud-est et 69 au nord ainsi que par les sentiers de grande randonnée GR 36 et GR 646.

### Communes limitrophes

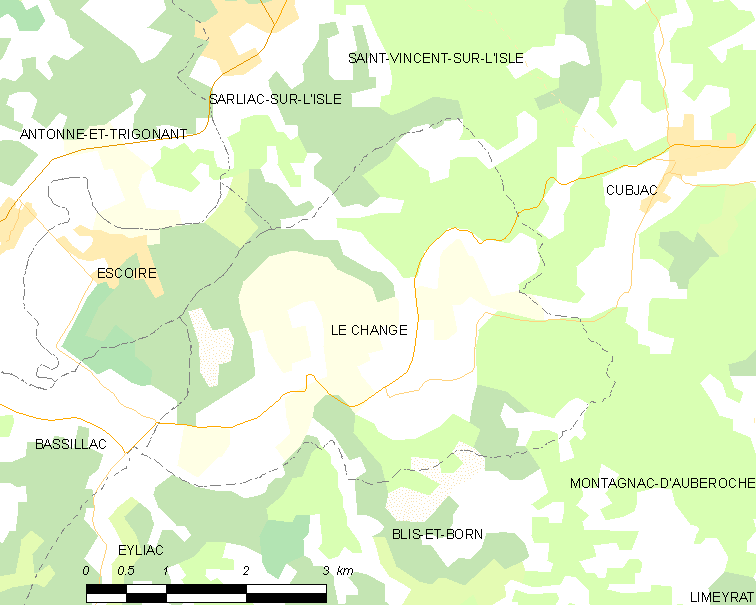
Le Change et les communes avoisinantes en 2016.

En 2016, année précédant la création de la commune nouvelle de Bassillac et Auberoche, Le Change était limitrophe de sept autres communes. Au sud-est, le territoire de Montagnac-d'Auberoche était distant d'une quarantaine de mètres.
| Sarliac-sur-l'Isle | Saint-Vincent-sur-l'Isle |        |
| Escoire, Bassillac | du Change                | Cubjac |
| Eyliac             | Blis-et-Born             |        |

## Urbanisme

### Prévention des risques
Un plan de prévention du risque inondation (PPRI) a été approuvé en 2016 pour l'Auvézère, impactant ses rives jusqu'à parfois 500 mètres de largeur au Change,.

### Villages, hameaux et lieux-dits
Outre le bourg du Change proprement dit, le territoire se compose d'autres villages ou hameaux, ainsi que de lieux-dits :
- Auberoche
- Basse-Lauterie
- la Baudie
- Beaumont
- la Bertrande
- Blanzac
- Bois de Graveau
- Bospicat
- Bosredon
- le Causse
- la Chansardie
- Château-Branlant
- la Chaterie
- les Chaumes
- la Chavardie
- le Ganard
- les Granges
- les Grèzes
- Gros-Jean
- Haute-Lauterie
- les Hautes Fayes
- les Jangoulies
- le Jaulat
- Laborde
- le Mas
- les Minières
- le Moulin de Rozier
- les Parraux
- les Quatre Paroisses
- Redrol
- Ribeyrole
- le Roc
- les Roches
- Rouffiac
- la Roussie
- Soupetard
- les Vergnes
- Vigneras
- les Vignobles.

## Toponymie
En occitan, la commune porte le nom de Lo Chamnhe.

## Histoire

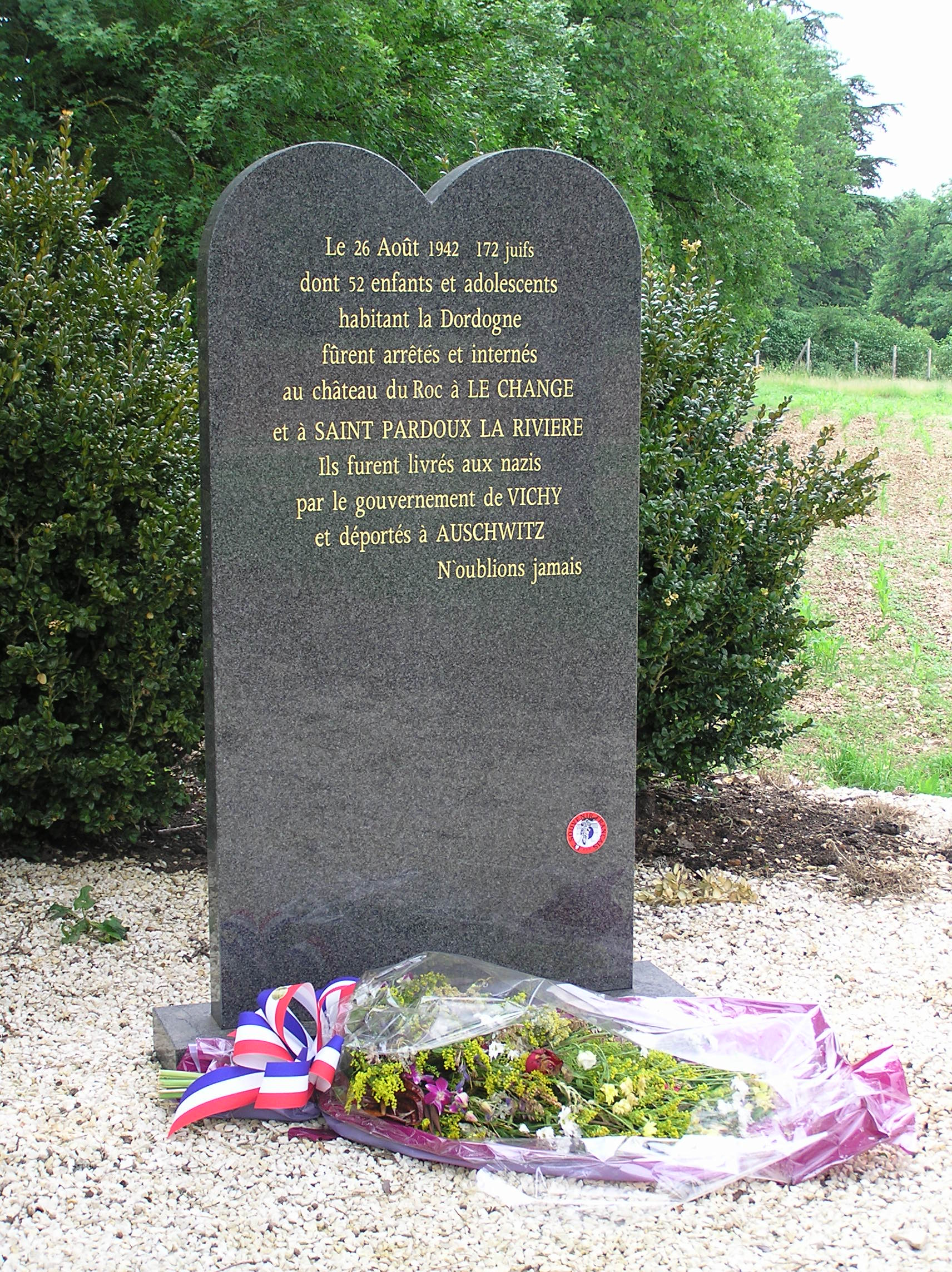
Stèle à la mémoire des déportés juifs de Dordogne (château du Roc).

Le territoire communal porte les traces d'occupations préhistoriques magdaléniennes (abri d'Auberoche).
Au Xe siècle, une forteresse est établie sur le site d'Auberoche afin de protéger Périgueux des invasions normandes. Au Moyen Âge, la châtellenie d'Auberoche regroupe le territoire, complet ou partiel, de quatorze communes actuelles.
Lors de la guerre de Cent Ans, en 1383, les troupes du comte de Périgord, Archambaud V, dit le Vieux, allié des Anglais, incendient le bourg du Change.
Le 26 août 1942, 172 juifs furent internés au château du Roc ainsi qu'à Saint-Pardoux-la-Rivière avant de partir pour le camp de Drancy et d'être déportés vers le camp d'Auschwitz. Une stèle commémorative implantée devant le château du Roc et inaugurée en juin 2005 rappelle cet évènement.
Au 1er janvier 2017, Le Change fusionne avec cinq autres communes pour former la commune nouvelle de Bassillac et Auberoche dont la création a été entérinée par l'arrêté du 29 juin 2016, entraînant la transformation des six anciennes communes en « communes déléguées »,.

## Politique et administration

### Rattachements administratifs et électoraux
La commune du Change a été rattachée, dès 1790, au canton d'Antonne qui dépendait du district de Perigueux. Les districts sont supprimés en 1795 et le canton d'Antonne en 1800. La commune est alors rattachée au canton de Savignac-les-Églises dépendant de l'arrondissement de Périgueux
Dans le cadre de la réforme de 2014 définie par le décret du 21 février 2014, ce canton disparaît aux élections départementales de mars 2015. La commune est alors rattachée au canton du Haut-Périgord Noir.

### Intercommunalité
En 2003, elle rejoint la communauté de communes Isle Manoire en Périgord. Celle-ci disparaît le 31 décembre 2013, remplacée au 1er janvier 2014 par une nouvelle intercommunalité élargie : Le Grand Périgueux.

### Administration municipale
La population de la commune étant comprise entre 500 et 1 499 habitants au recensement de 2011, quinze conseillers municipaux ont été élus en 2014,. Ceux-ci sont membres d'office du  conseil municipal de la commune nouvelle de Bassillac et Auberoche, jusqu'au renouvellement des conseils municipaux français de 2020.

### Liste des maires puis des maires délégués

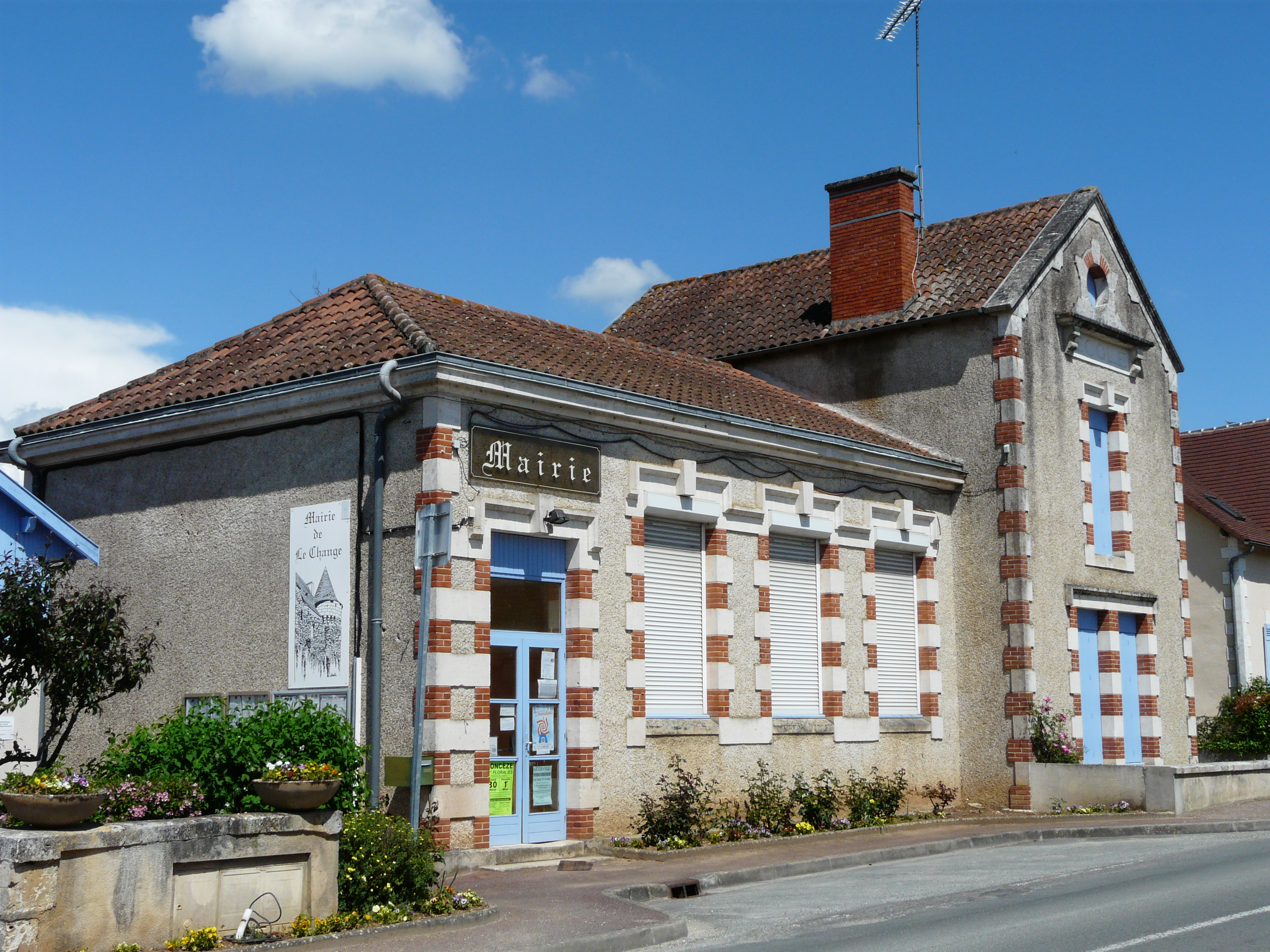
La mairie, ancienne école communale.

| Période                                  | Période        | Identité                              | Étiquette | Qualité                            |
| ---------------------------------------- | -------------- | ------------------------------------- | --------- | ---------------------------------- |
| Les données manquantes sont à compléter. |                |                                       |           |                                    |
| 1791                                     | 1796           | Guillaume Audy                        |           |                                    |
| 1796                                     | 1800           | Jean Guillaume Moulinard              |           |                                    |
| 1800                                     | 1812           | François Bosredon                     |           |                                    |
| 1812                                     | 1829           | Joseph Du Cheyron                     |           |                                    |
| 1829                                     | 1833           | François Jules Du Cheyron de Beaumont |           |                                    |
| 1833                                     | 1838           | Hippolyte Bosredon                    |           |                                    |
| 1838                                     | 1849           | Antoine Marcellin Coyral              |           |                                    |
| 1849                                     | 1854           | Hippolyte Bosredon                    |           |                                    |
| 1854                                     | 1870           | Jacques Adrien de Tessières           |           |                                    |
| 1870                                     | 1871           | Hugues Étienne de Lestrade            |           |                                    |
| 1871                                     | 1876           | Jacques Adrien de Tessières           |           |                                    |
| 1876                                     | 1879           | Louis de Moulinard                    |           |                                    |
| 1879                                     | 1879           | Blondet                               |           | Adjoint faisant fonctions de maire |
| octobre 1879                             | juin 1883      | Hippolyte Bosredon                    |           |                                    |
| juin 1883                                | mai 1884       | J. Lambertie                          |           |                                    |
| mai 1884                                 | septembre 1903 | Charles de Tessières                  |           |                                    |
| octobre 1903                             | 1905           | De Boisgiraud                         |           |                                    |
| 1905                                     | mai 1908       | Fernand Parrot                        |           | Adjoint faisant fonctions de maire |
| mai 1908                                 | mars 1924      | Gérard de Rémondias                   |           |                                    |
| avril 1924                               | 1944           | Jean Lassaigne                        |           |                                    |
| 1944                                     | janvier 1954   | Fernand Vignolle                      |           |                                    |
| février 1954                             | mars 1959      | Antonin Charles Simon                 |           |                                    |
| mars 1959                                | mars 1971      | Jean Lassaigne                        |           |                                    |
| mars 1971                                | décembre 1988  | Jean Rebière                          |           |                                    |
| décembre 1988                            | mars 1989      | Michel Marquet                        |           | Adjoint faisant fonctions de maire |
| mars 1989                                | décembre 2016  | Martin Larre                          | DVG       | Retraité                           |

| Période      | Période      | Identité         | Étiquette | Qualité |
| ------------ | ------------ | ---------------- | --------- | ------- |
| janvier 2017 | juillet 2020 | ?                |           |         |
| juillet 2020 | En cours     | Céline Prouillac |           |         |

## Population et société

### Démographie
Les habitants du Change se nomment les Changeacois.
En 2016, dernière année en tant que commune indépendante, Le Change comptait 615 habitants. À partir du XXIe siècle, les recensements des communes de moins de 10 000 habitants ont lieu tous les cinq ans (2008, 2013 pour Le Change). Depuis 2006, les autres dates correspondent à des estimations légales.
Au 1er janvier 2022, la commune déléguée du Change compte 628 habitants.
| 1793 | 1800 | 1806 | 1821 | 1831 | 1836 | 1841 | 1846 | 1851 |
| ---- | ---- | ---- | ---- | ---- | ---- | ---- | ---- | ---- |
| 730  | 422  | 468  | 468  | 682  | 641  | 732  | 733  | 712  |

| 1856 | 1861 | 1866 | 1872 | 1876 | 1881 | 1886 | 1891 | 1896 |
| ---- | ---- | ---- | ---- | ---- | ---- | ---- | ---- | ---- |
| 765  | 745  | 756  | 720  | 721  | 726  | 706  | 708  | 662  |

| 1901 | 1906 | 1911 | 1921 | 1926 | 1931 | 1936 | 1946 | 1954 |
| ---- | ---- | ---- | ---- | ---- | ---- | ---- | ---- | ---- |
| 658  | 629  | 623  | 489  | 540  | 552  | 506  | 514  | 438  |

| 1962 | 1968 | 1975 | 1982 | 1990 | 1999 | 2008 | 2013 | 2016 |
| ---- | ---- | ---- | ---- | ---- | ---- | ---- | ---- | ---- |
| 396  | 381  | 412  | 451  | 516  | 541  | 598  | 608  | 615  |

### Enseignement
En 2014, la commune du Change est organisée en regroupement pédagogique intercommunal (RPI)avec les communes de Blis-et-Born et Cubjac au niveau des classes de primaire.
Le Change accueille les enfants en petite et moyenne sections de maternelle ; Cubjac s'occupe de la grande section, du cours préparatoire et du cours élémentaire (CE1 et CE2) ; Blis-et-Born gère le cours moyen (CM1 et CM2).

### Sports
Le club de football du Change fusionne en 2002 avec l'« Union sportive Antonne », club d'Antonne-et-Trigonant, le nouveau club prenant alors le nom d'« Association sportive Antonne Le Change » (ASSAC).

## Économie
Les données économiques du Change sont incluses dans celles de la commune nouvelle de Bassillac et Auberoche.

## Culture locale et patrimoine

### Lieux et monuments

#### Monuments civils
- Château de Banes, XVe siècle, avec un pigeonnier carré, propriété privée.
- Château de Blanzac, XVIIe siècle, avec un pigeonnier circulaire[25], propriété privée.
- Château de Laborde, ou château de la Borde[26],[27], reconstruit au XVIIIe siècle sur des fondations du XVIIe siècle dont il ne subsiste qu'une cave voutée, avec une chapelle du XVIIe siècle et un pigeonnier rectangulaire[26], propriété privée.
- Château de la Faurie (ou manoir de la Faurie), XVe et XVIe siècles, inscrit au titre des monuments historiques depuis 1948[28], propriété privée.
- Château de Lauterie (ou château de Lauterie Basse), XVIIe siècle[29]. Le site est inscrit depuis 1985 sur plus de seize hectares[30], propriété privée.
- Château de Maleffe, XVe siècle, propriété privée.
- Château de la Sandre, XIIIe et XVe siècles, également inscrit depuis 1965[31], propriété privée.
- Château du Roc, XIXe siècle, propriété privée.
- Stèle commémorative de la déportation des juifs de Dordogne devant le château du Roc.
- Statue de la Vierge à l'enfant, au lieu-dit les Roches
- Le moulin de Rozier
- Le moulin de Redrol (attesté en 1217)
- Le moulin du bourg et son vieux pont de bois avec deux piles à bec datant de 1550.
- Le moulin de Laborde (attesté en 1225)
- Le moulin de Goutteblave (attesté en 1490)

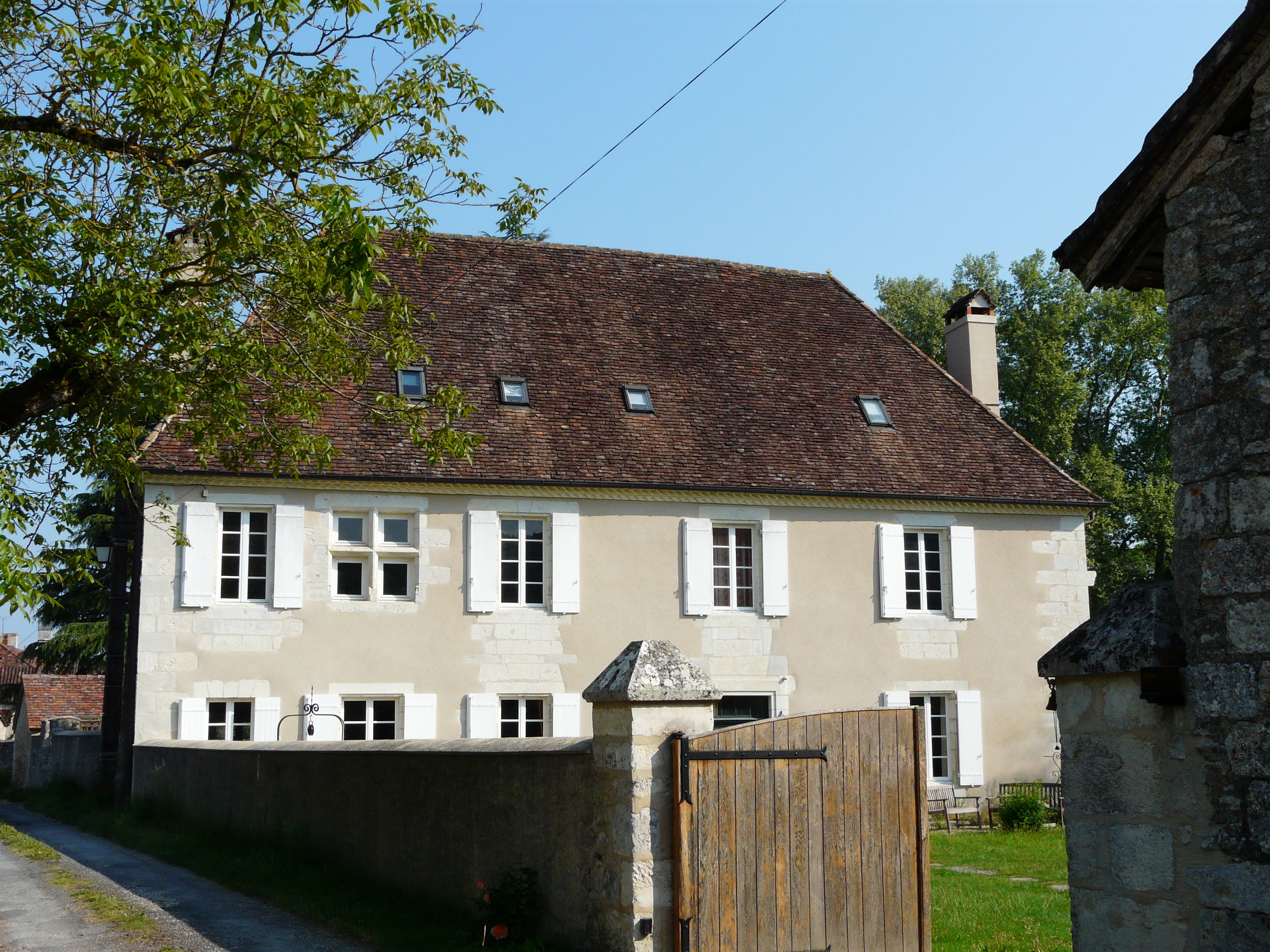
Le château de Banes.
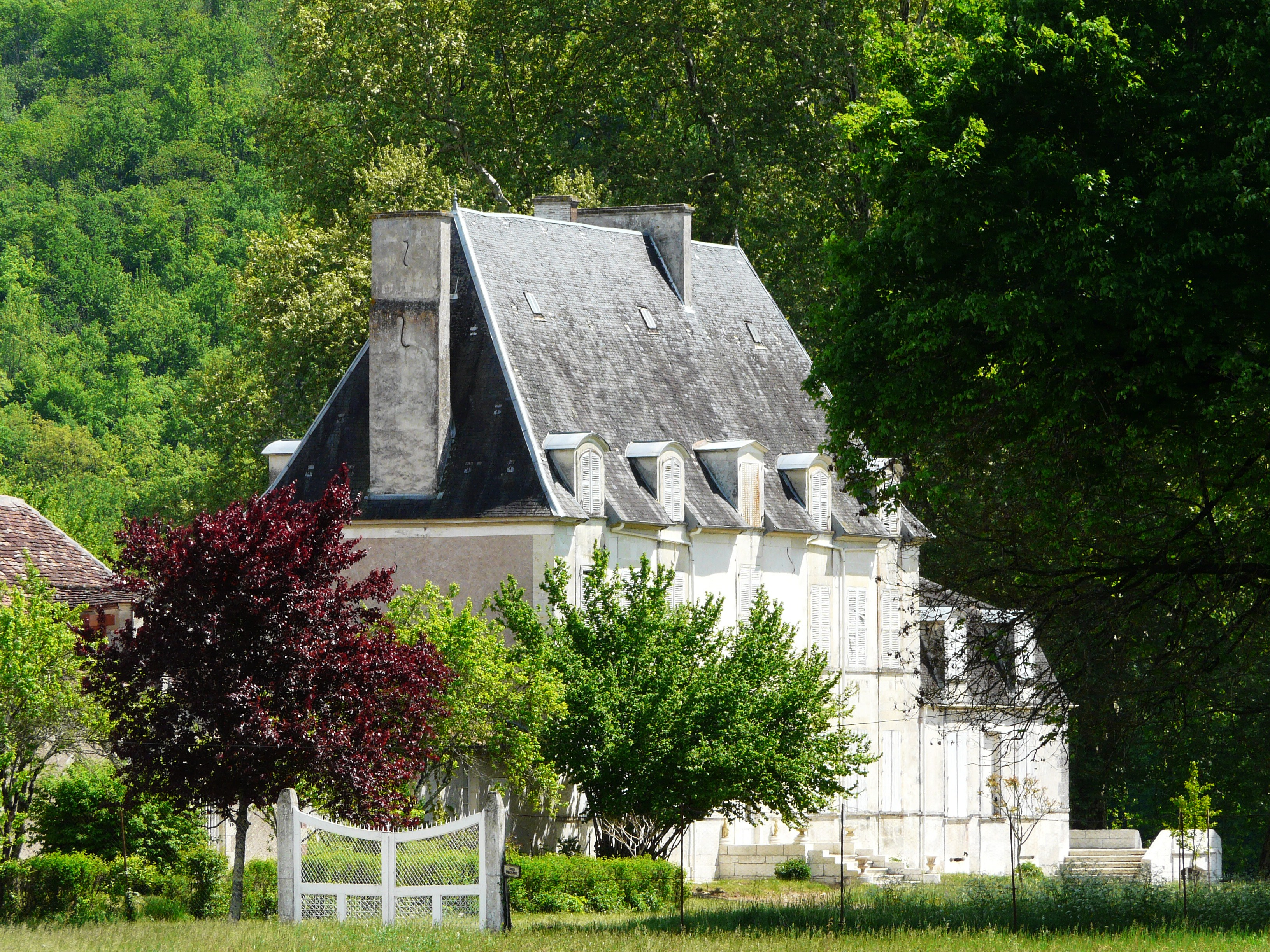
Le château de Laborde.
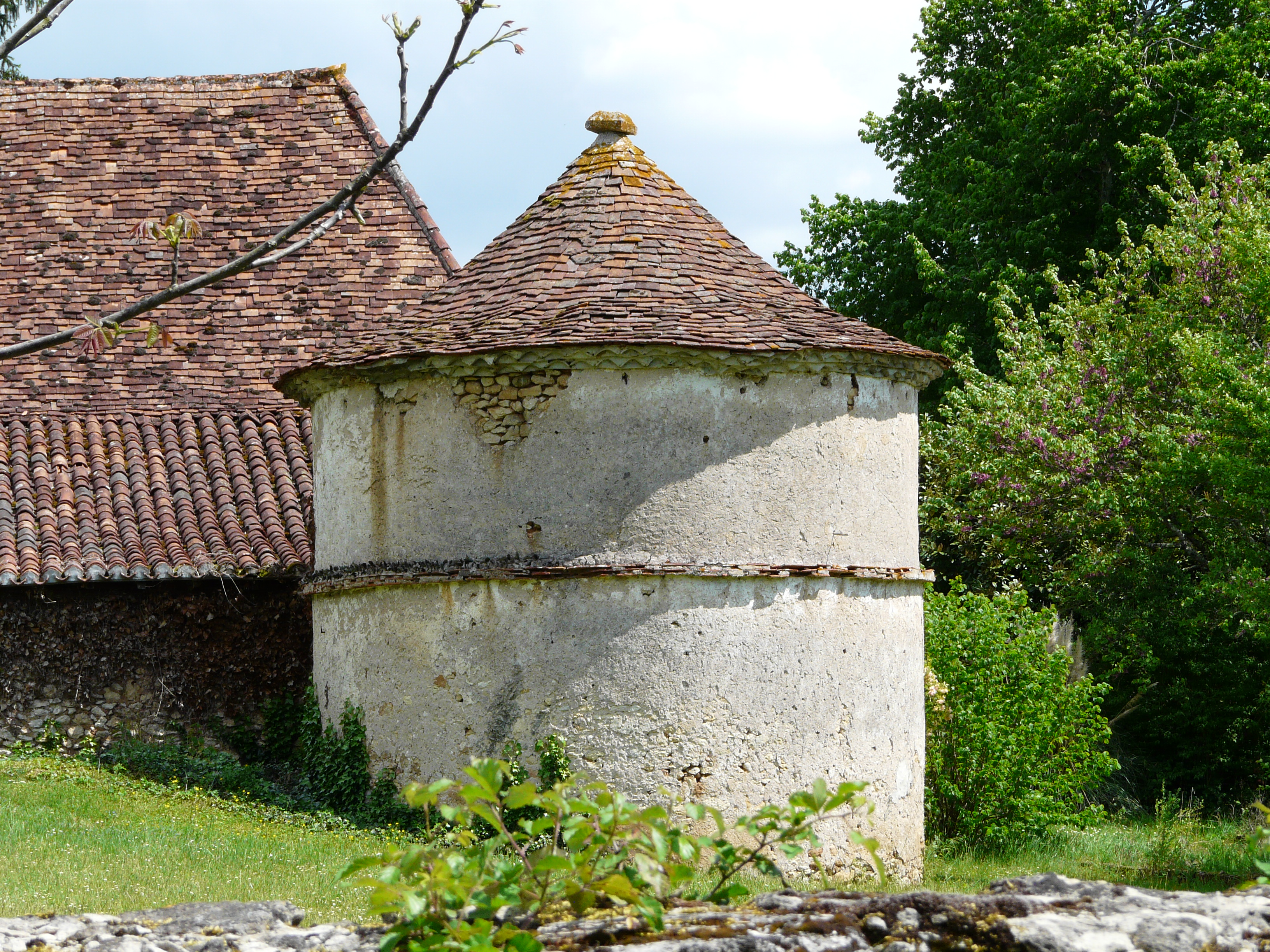
Le pigeonnier de Blanzac.
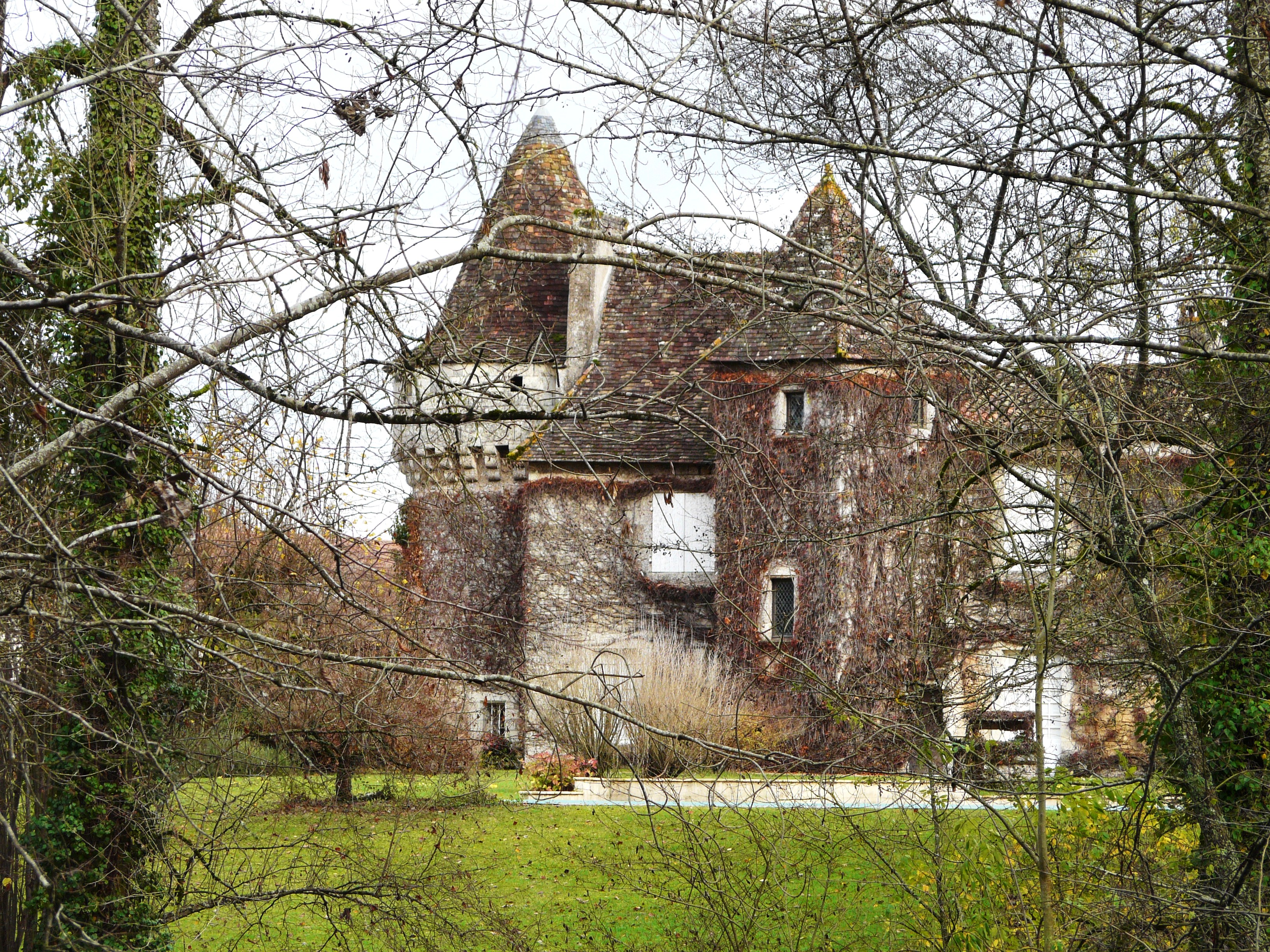
Le château de la Faurie.
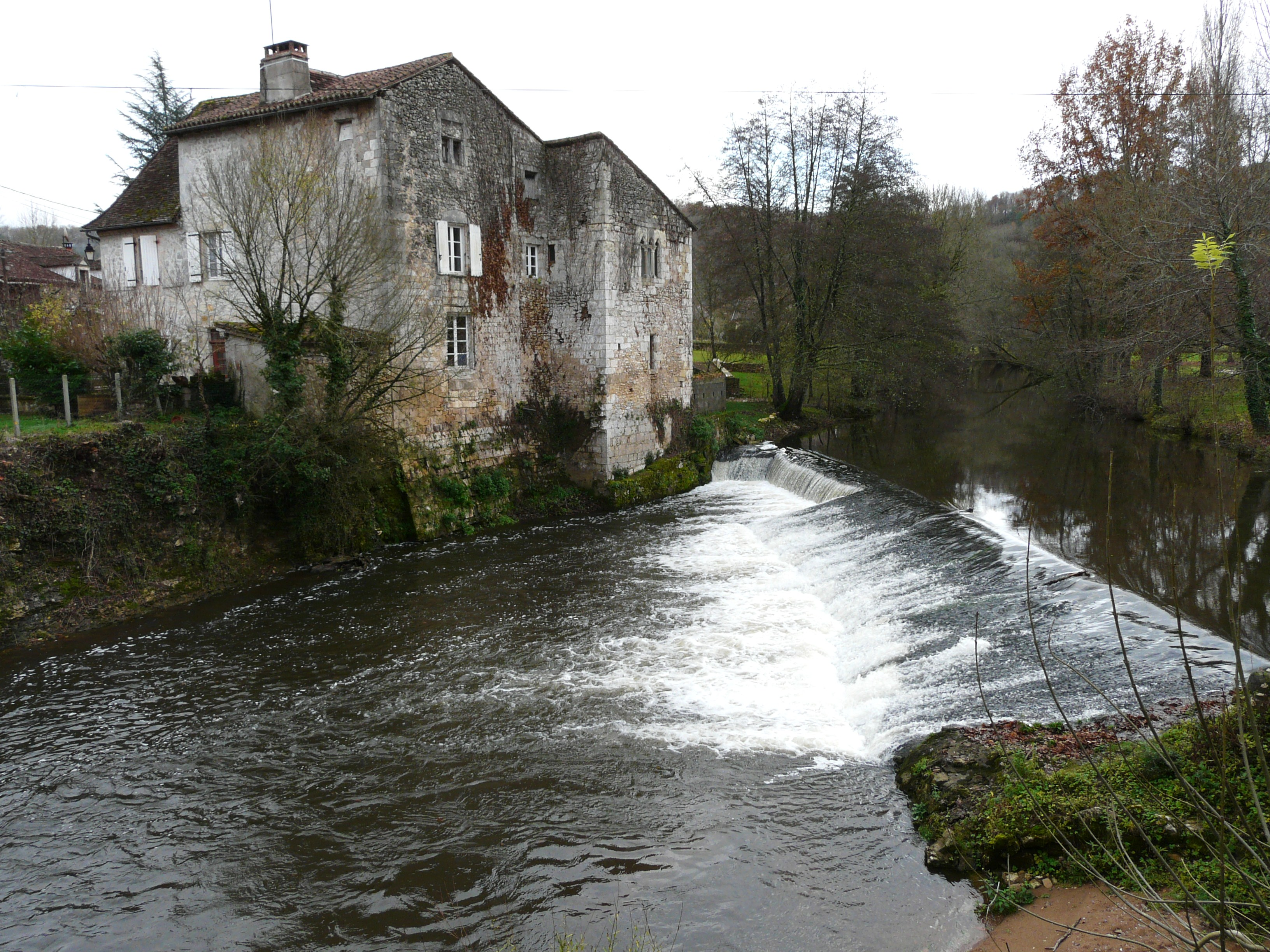
Le château de Maleffe au bord de l'Auvézère.
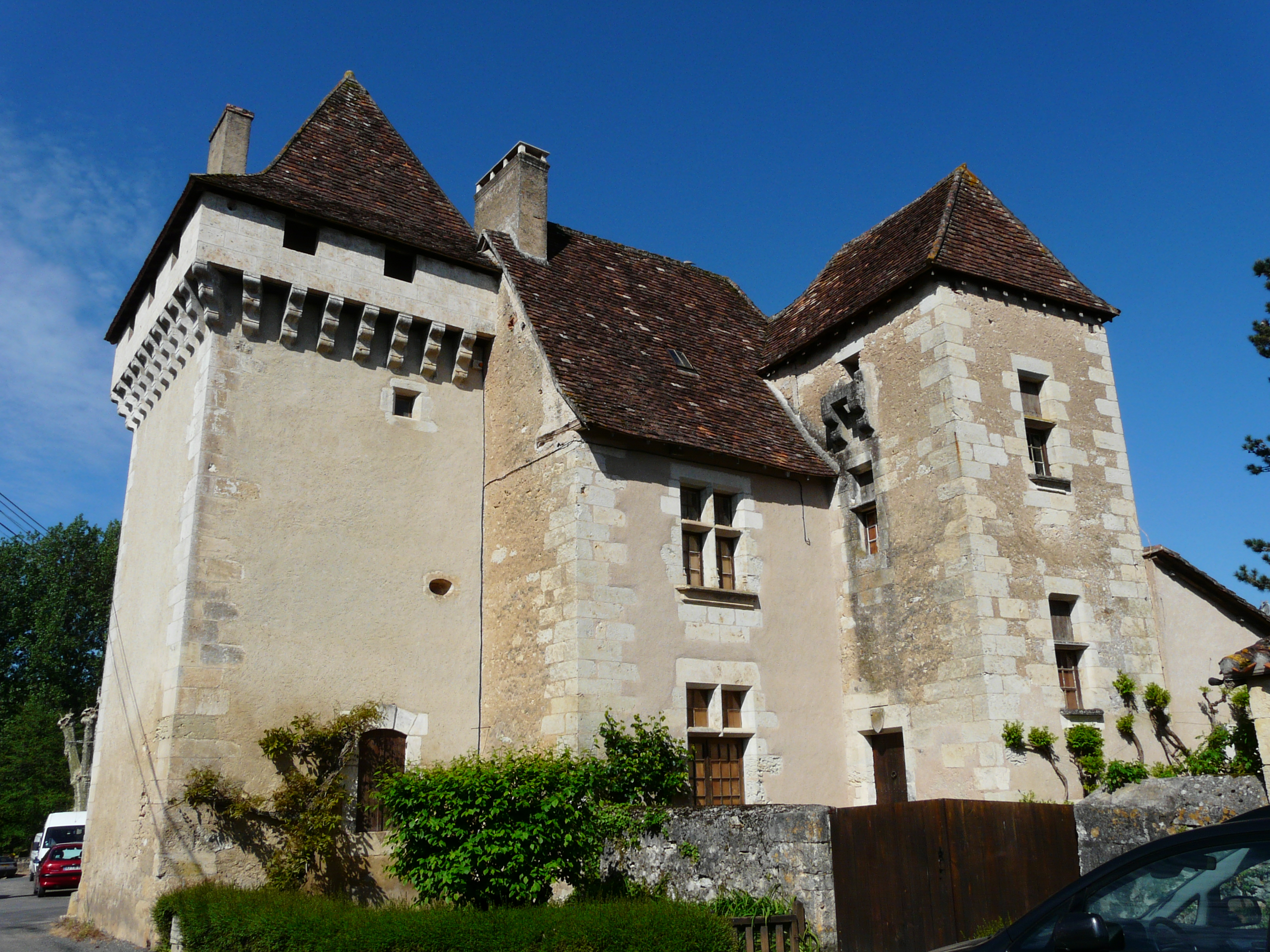
Le château de la Sandre.
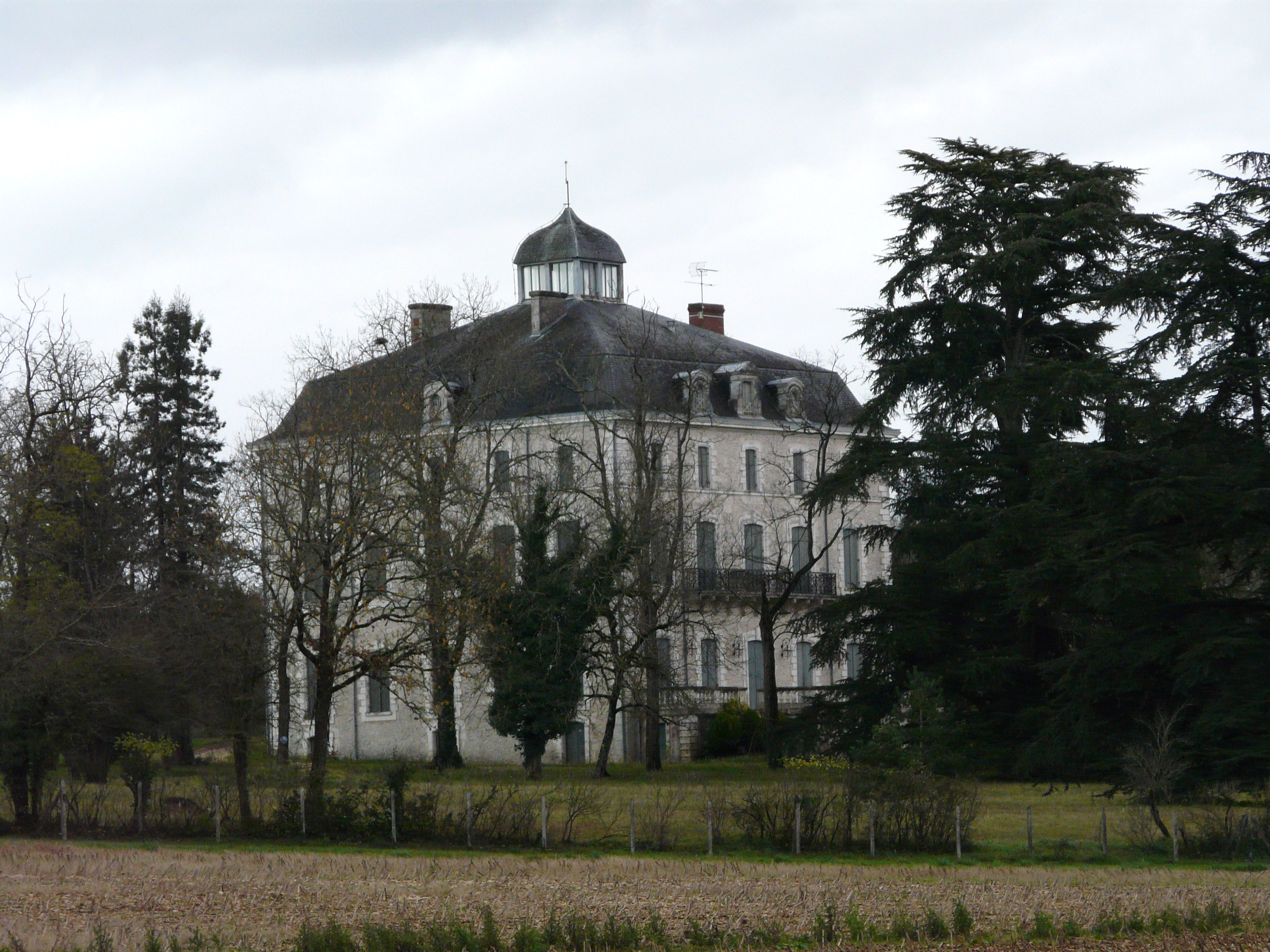
Le château du Roc.
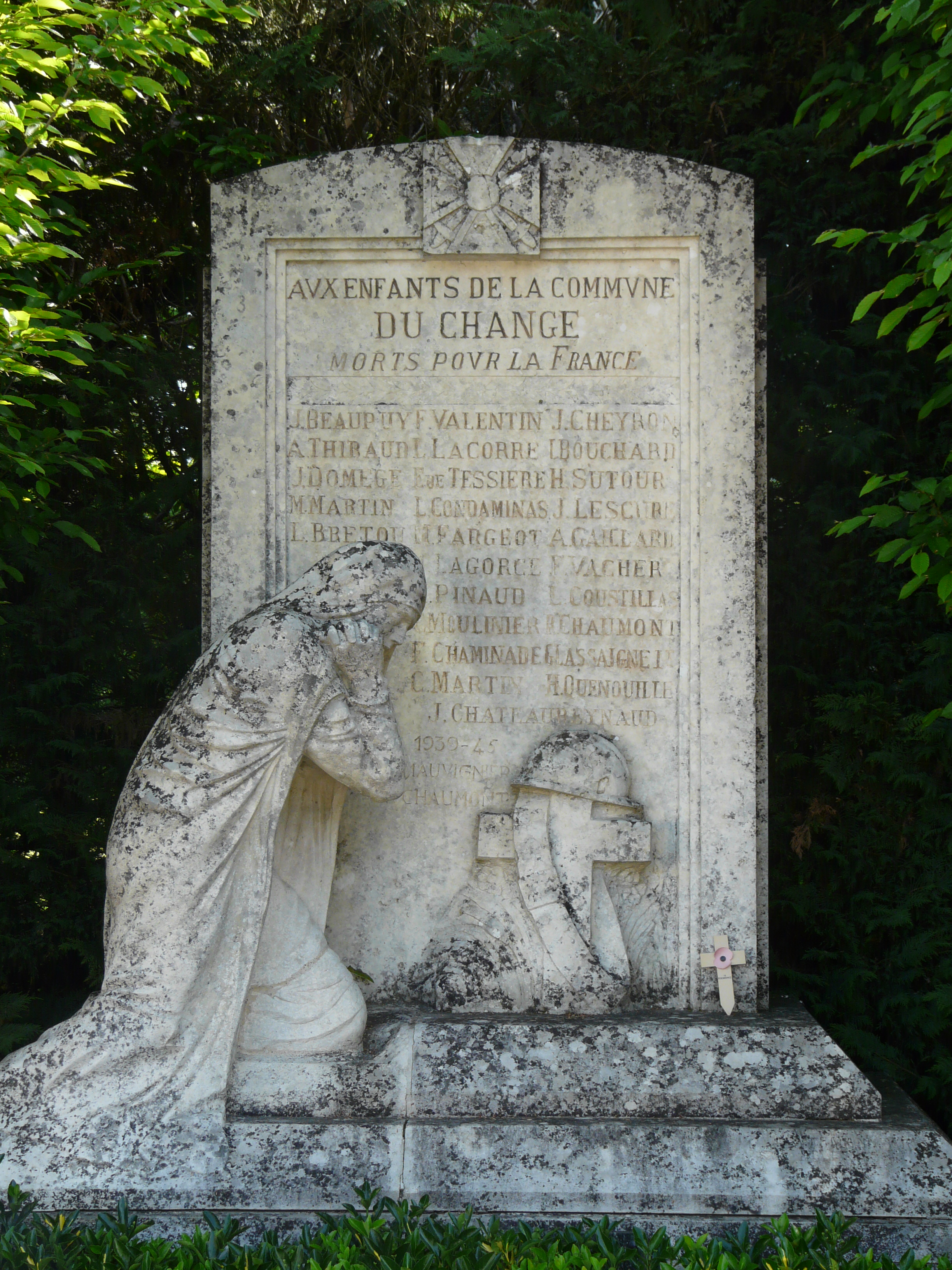
Le monument aux morts.
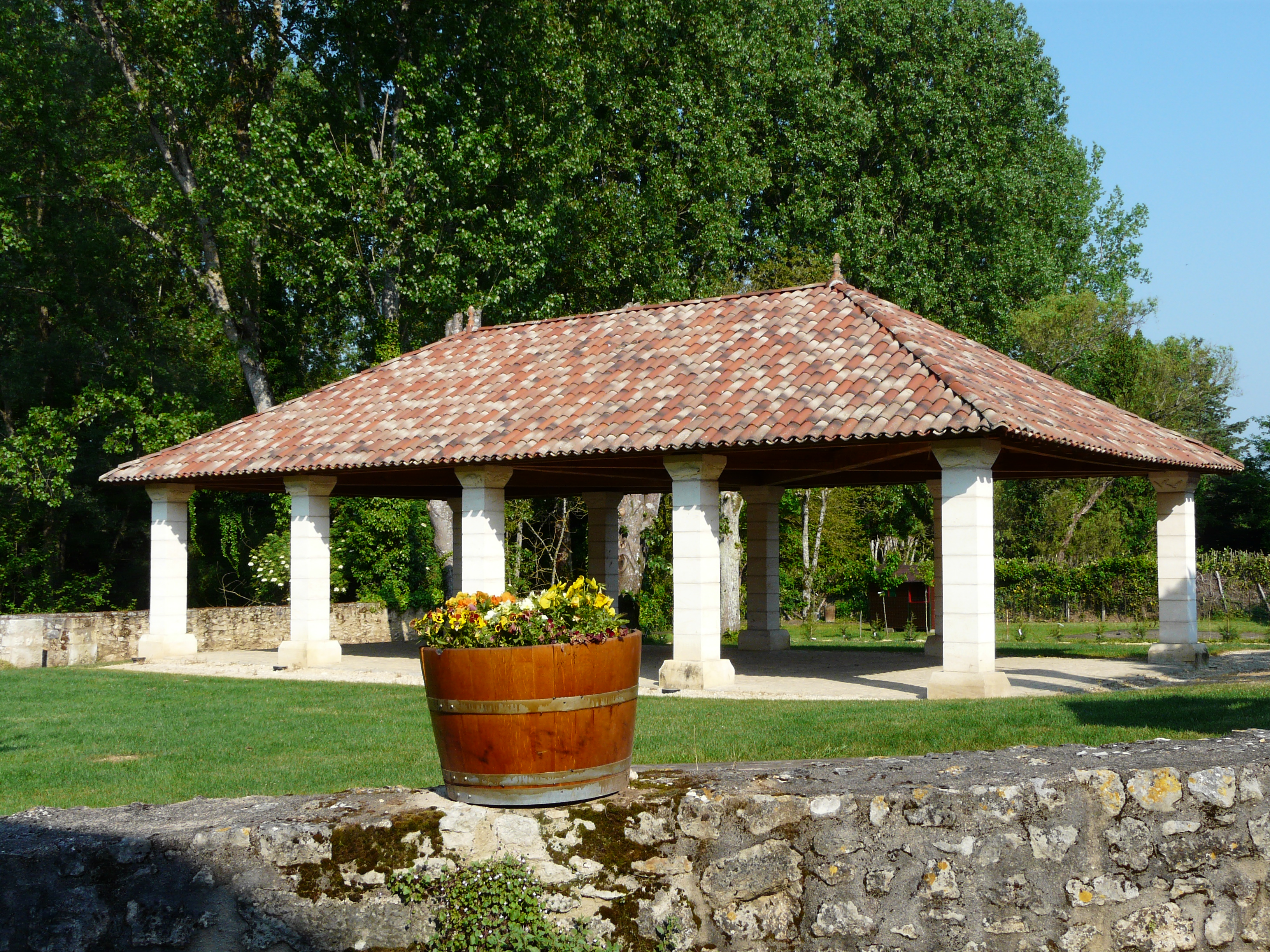
La halle construite en 2006.

#### Monuments religieux
- Église Saint-Jean-Baptiste, romane à coupole bâtie au XIe siècle. Une porte latérale, côté sud, a été réalisée au XVe siècle.
- Chapelle Saint-Michel d'Auberoche, XIIe siècle, vestige de l'ancien château d'Auberoche qui fut détruit en 1431, classée au titre des monuments historiques depuis 1960[32] ; elle est perchée sur un rocher et domine la route départementale 5 entre Cubjac et Le Change.

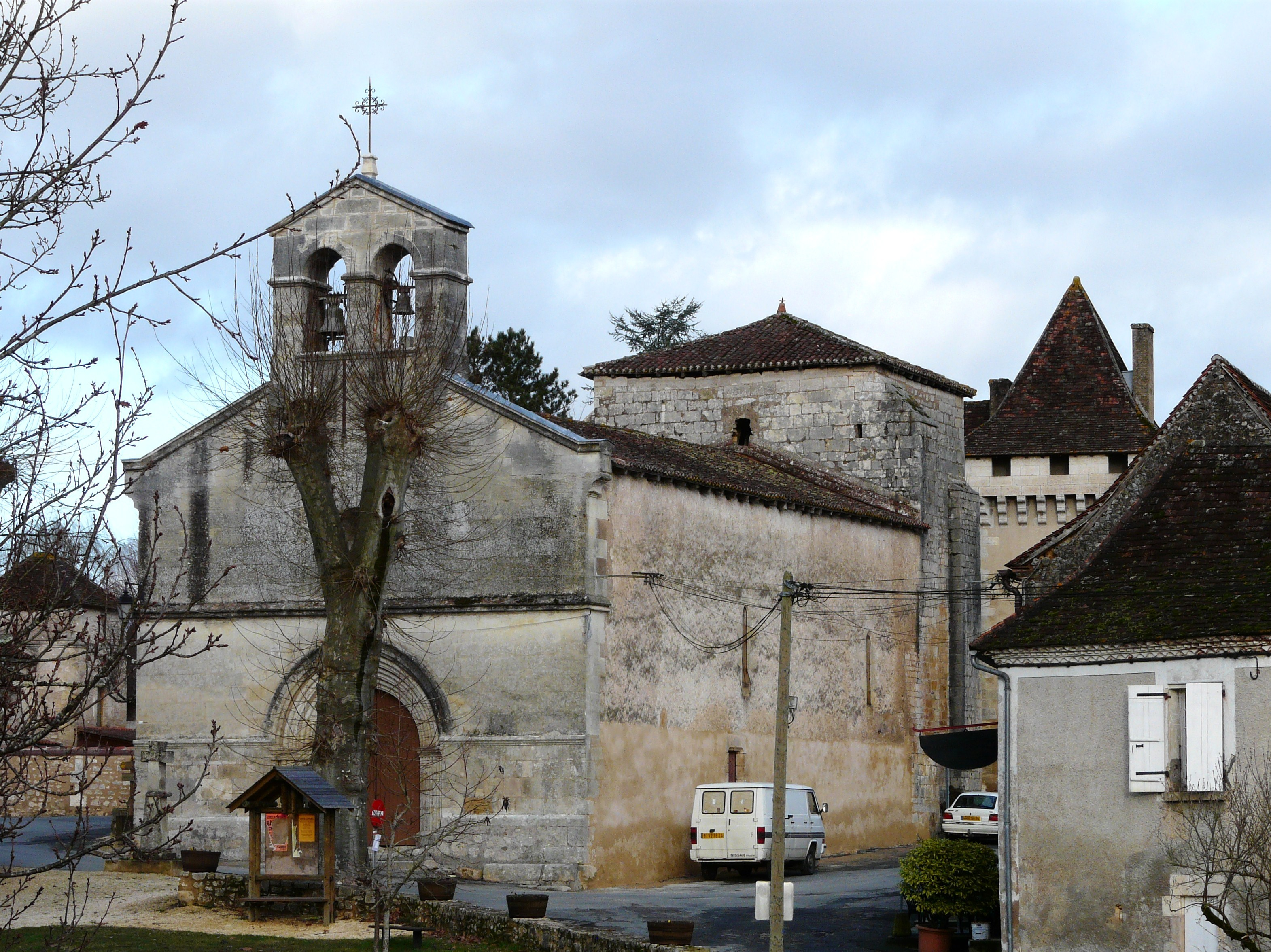
L'église Saint-Jean-Baptiste.
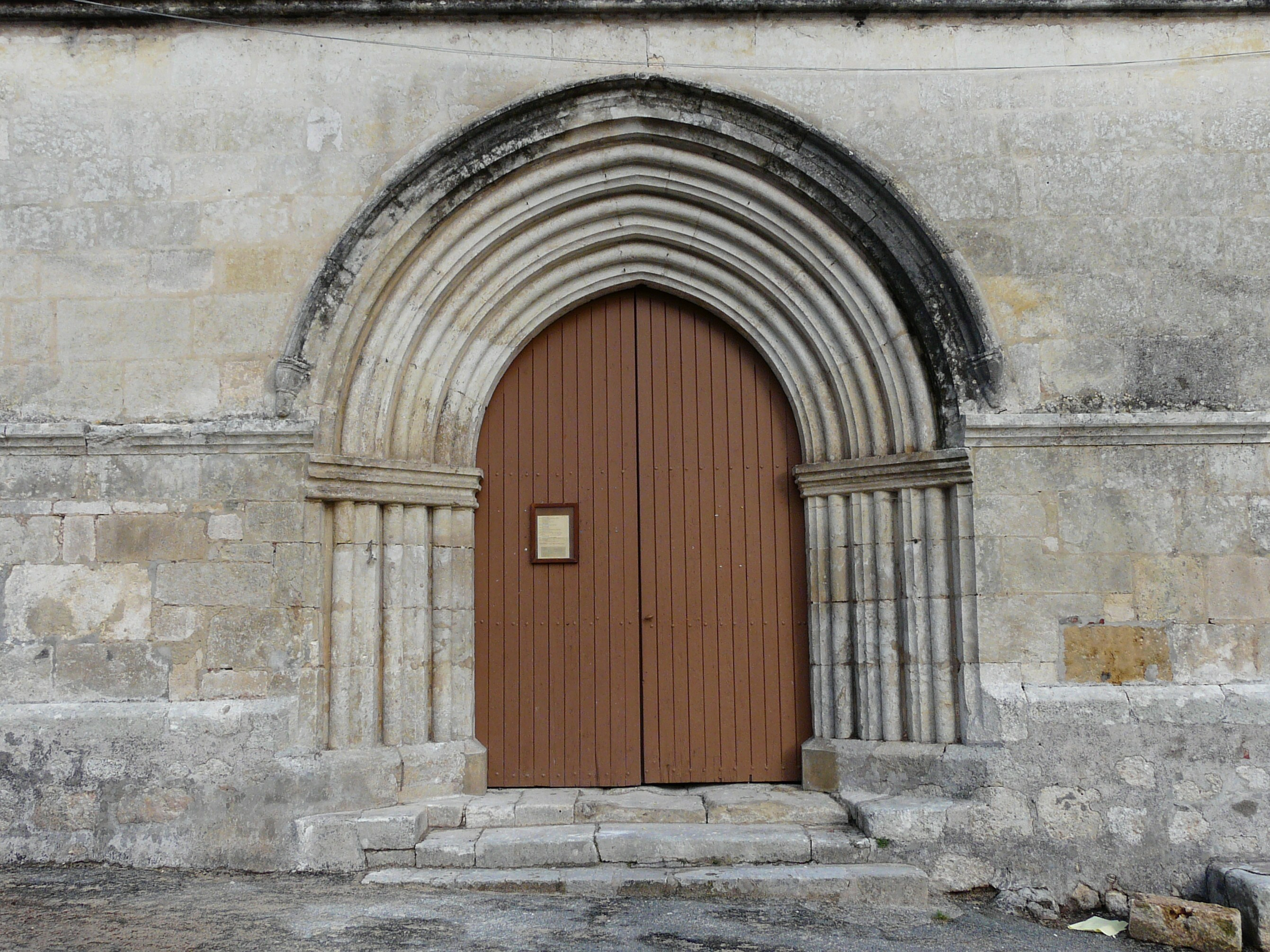
Son portail.
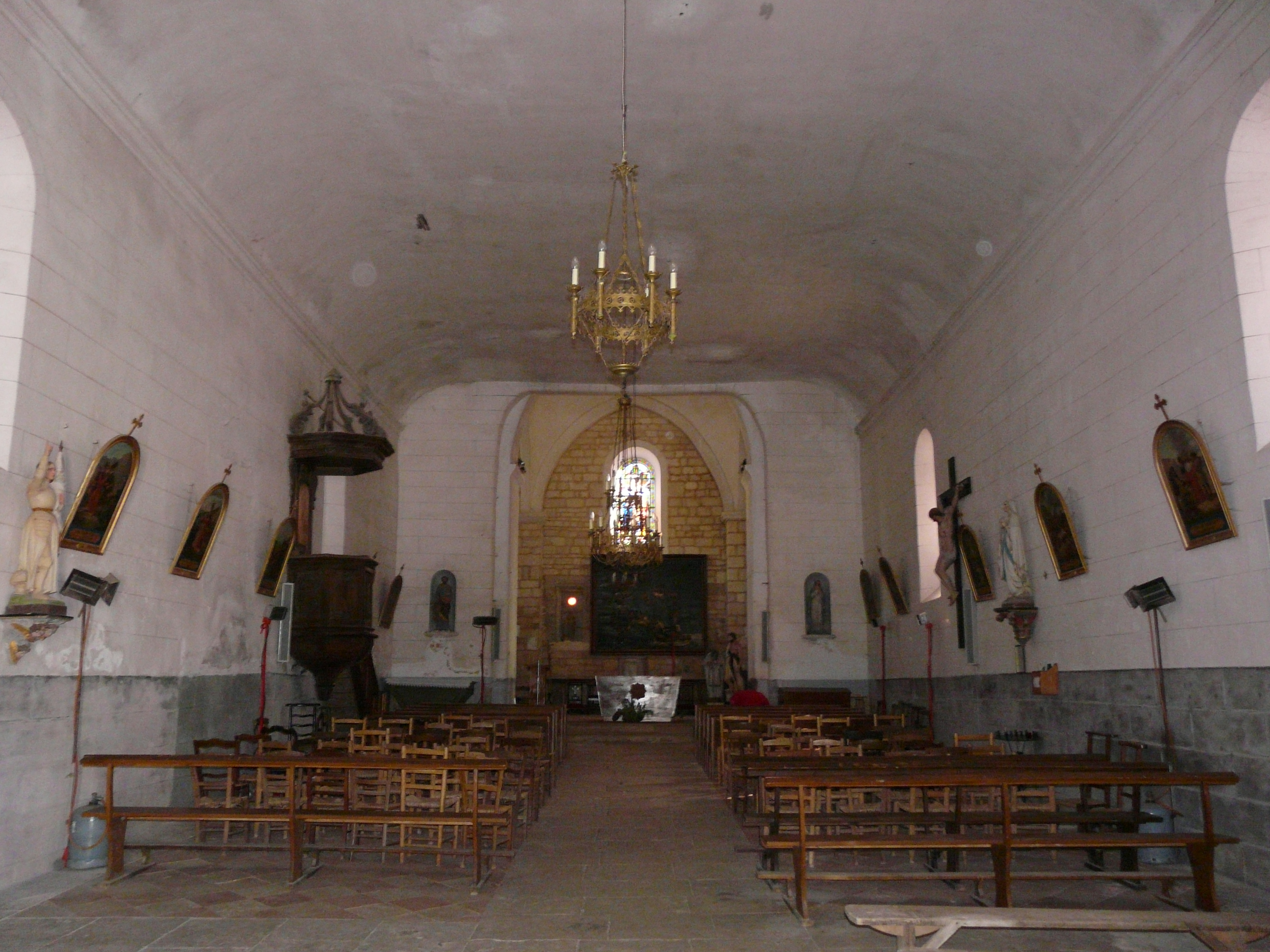
Sa nef.
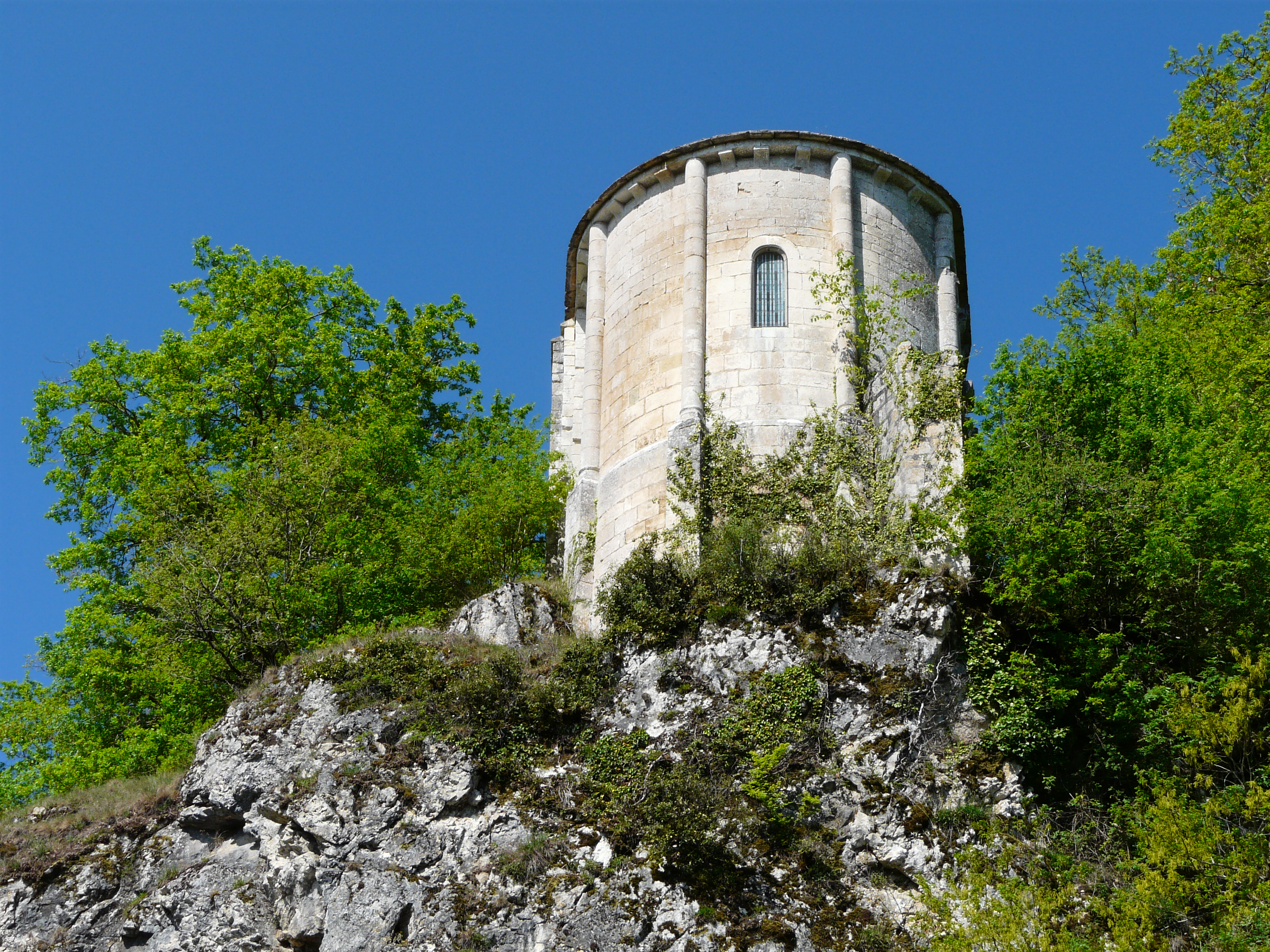
La chapelle Saint-Michel d'Auberoche.
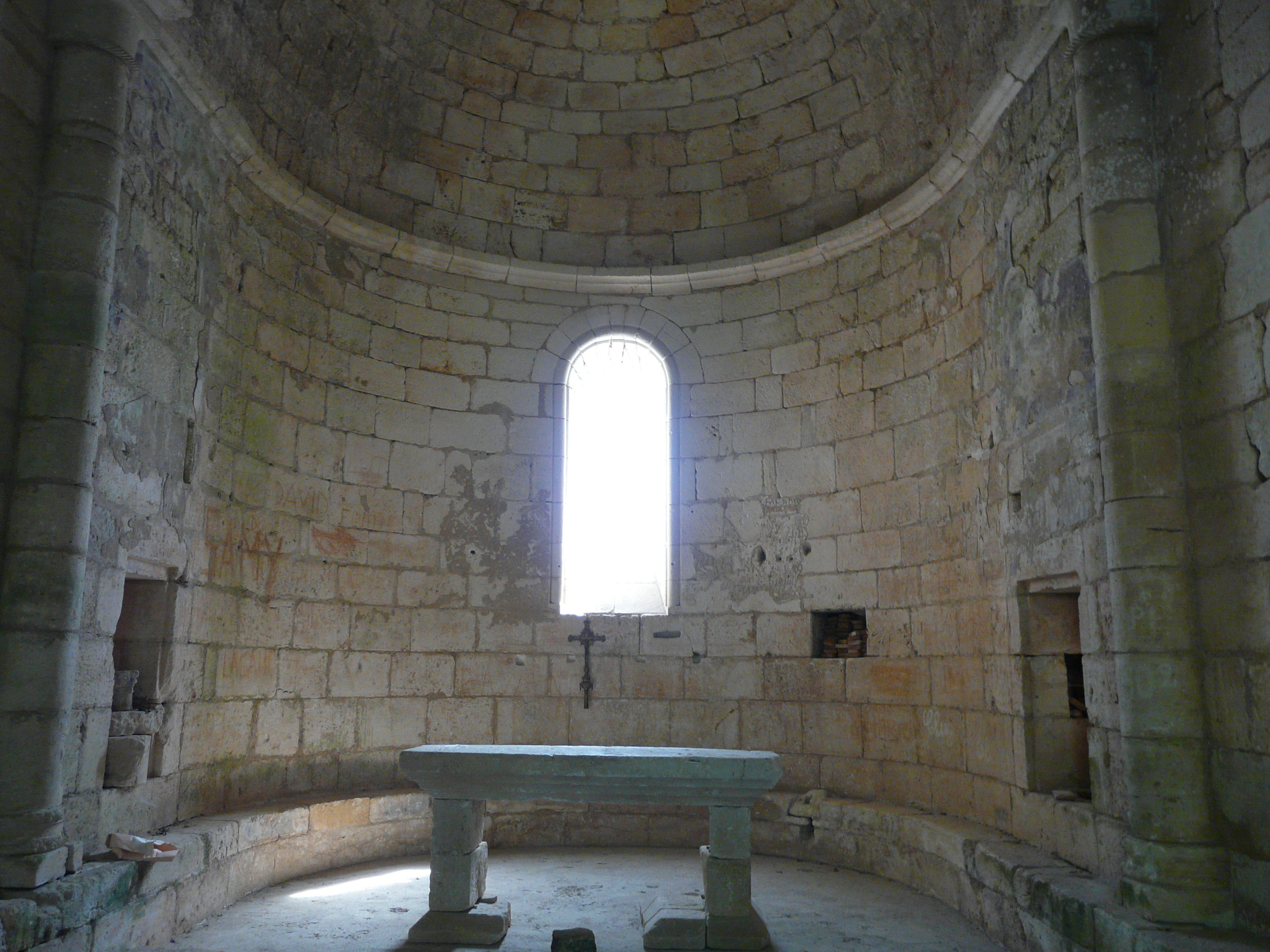
Son chœur.
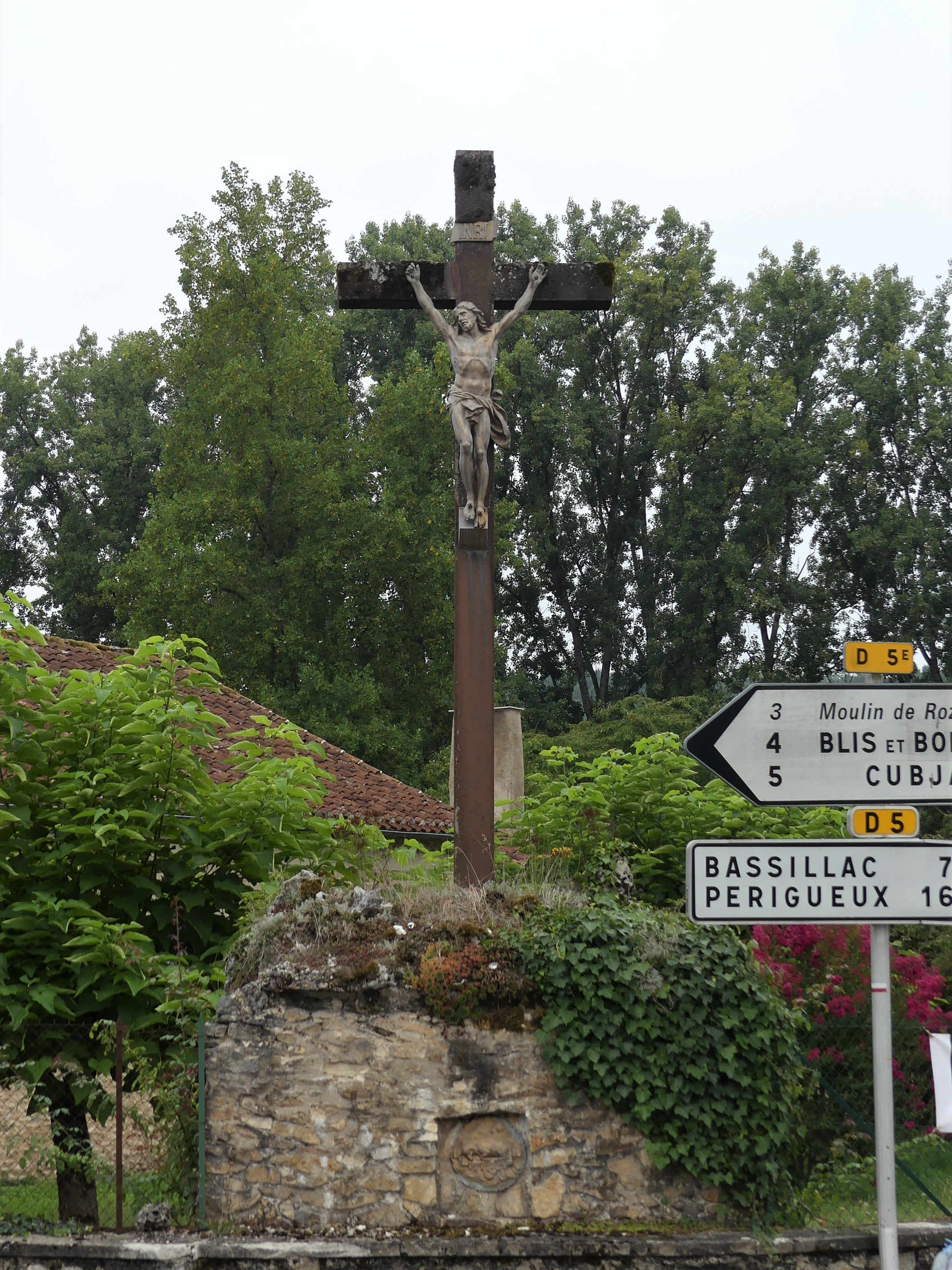
Crucifix en bordure de la RD 5.
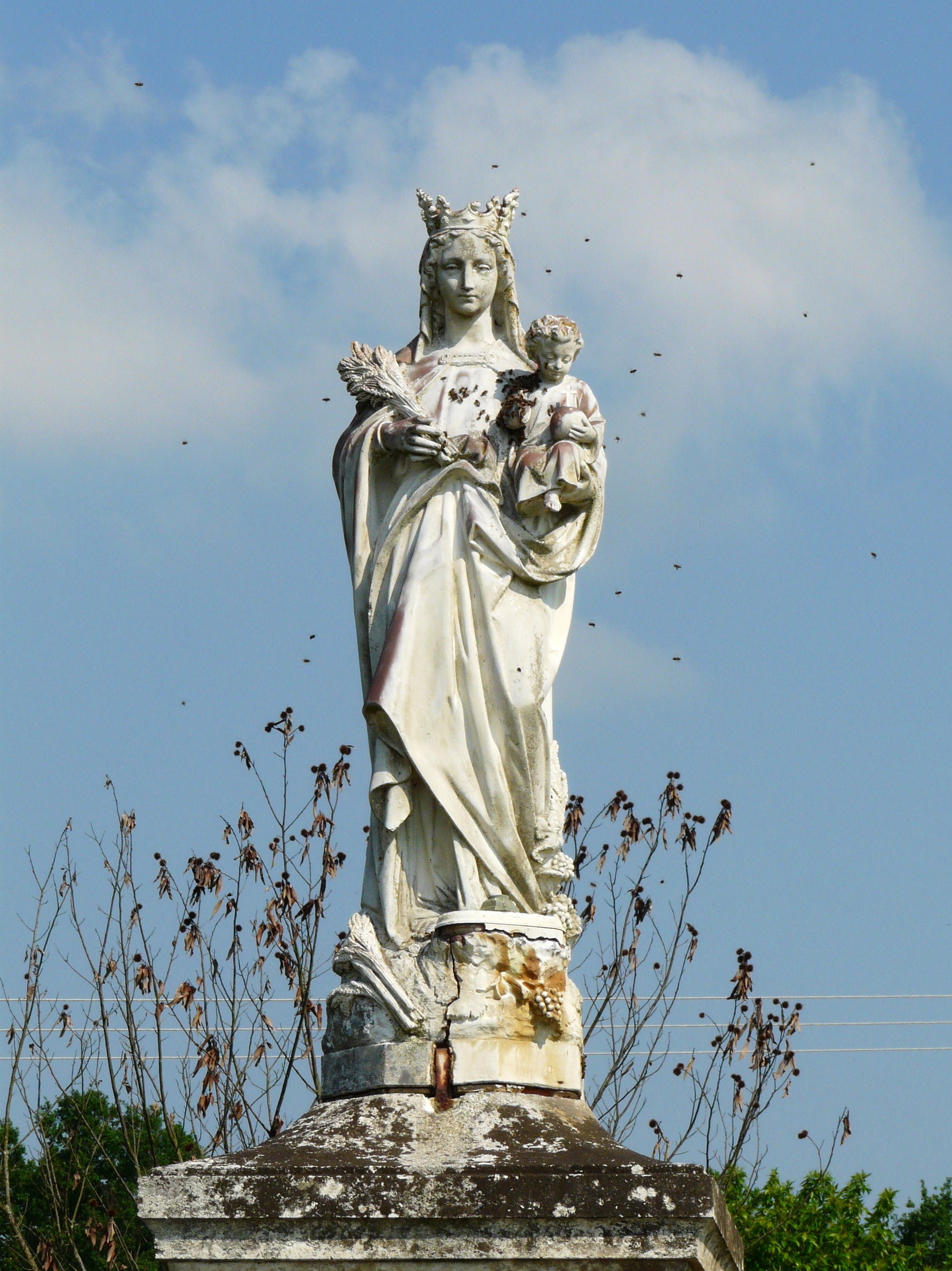
La statue de la Vierge à l'enfant, au lieu-dit les Roches.

### Patrimoine naturel

#### ZNIEFF

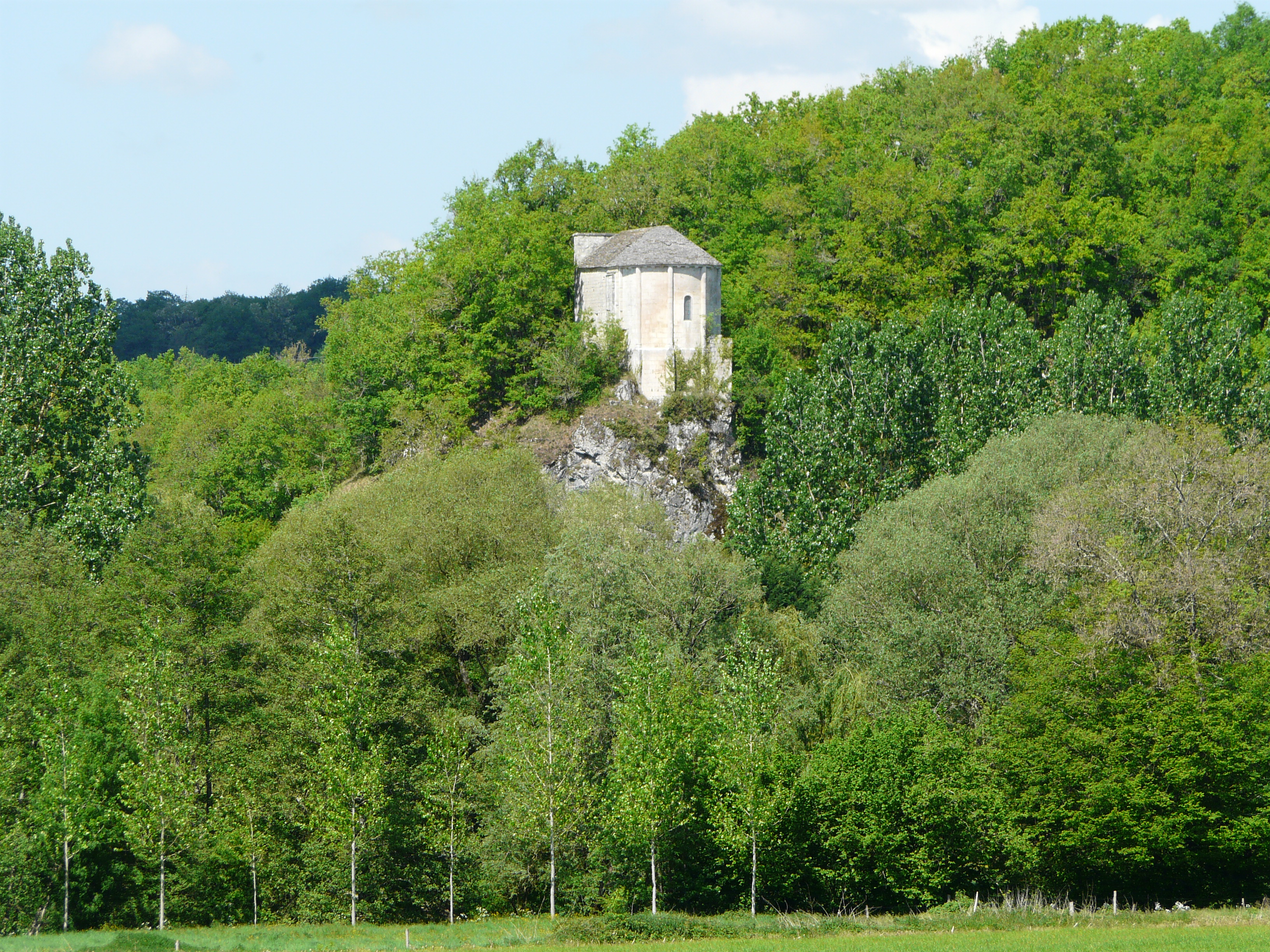
La chapelle d'Auberoche en bordure sud du causse de Cubjac.

Près d'un tiers du territoire communal correspond à une zone naturelle d'intérêt écologique, faunistique et floristique (ZNIEFF) de type II : l'extrémité occidentale du causse de Cubjac qui s'étend sur toute une frange ouest et nord de la commune,. Ce territoire boisé sur substrat calcaire où prédomine le chêne pubescent offre un terrain idéal à une flore variée.

#### Sites remarquables
Sur seize hectares, le site du château de Lauterie est inscrit depuis 1985.
Au sud de la route départementale 5, une partie du bourg du Change est inscrite sur quatre hectares depuis 1951.